# Ion Barbu
Ion Barbu (nascido Dan Barbilian; Câmpulung, 19 de março de 1895 – Bucareste, 11 de agosto de 1961) foi um escritor e matemático romeno.

## Vida
Ion Barbu estudou filosofia e matemática em Bucareste, Berlim e Göttingen. Obteve um doutorado em Göttingen e trabalhou a partir de 1942 como professor de álgebra em Bucareste. Sua área de trabalho foi geometria.
Foi palestrante do Congresso Internacional de Matemáticos em Oslo (1936).
Sepultado no Cemitério Bellu em Bucareste.

## Obras
- Zur Axiomatik der projektiven ebenen Ringgeometrien, Teil 1, 2, Jahresbericht DMV, Volume 50, 1940, p. 197–229, Volume 51, 1941, p. 34–76